# Biskupice (powiat krakowski)
Biskupice – wieś w Polsce, położona w województwie małopolskim, w powiecie krakowskim, w gminie Iwanowice.
| SIMC    | Nazwa    | Rodzaj     |
| ------- | -------- | ---------- |
| 0320288 | Góry     | przysiółek |
| 0320294 | Sucha    | przysiółek |
| 0320302 | Wymysłów | przysiółek |

W latach 1975–1998 wieś należała administracyjnie do województwa krakowskiego.
W Biskupicach, w 1793 roku, urodził się Wojciech Chrzanowski, polski generał i kartograf, twórca pierwszej mapy ziem polskich w skali 1:300 000.